# ノースイースト・リージョナル
ノースイースト・リージョナル（Northeast Regional）は、アムトラックがアメリカ合衆国の北東部と中部大西洋岸で運行する列車である。ボストンからニューヘイブン、ニューヨーク、フィラデルフィアを経由しワシントンD.C.を結ぶ北東回廊を基幹に、バージニア州のリッチモンド、ニューポートニューズ、ノーフォークやリンチバーグへ南下する列車のほか、マサチューセッツ州のスプリングフィールドを発着する列車も設定されている。
アムトラックで最も利用者数の多い列車であり、2013年度の利用者数は約804万人であった。

## 沿革

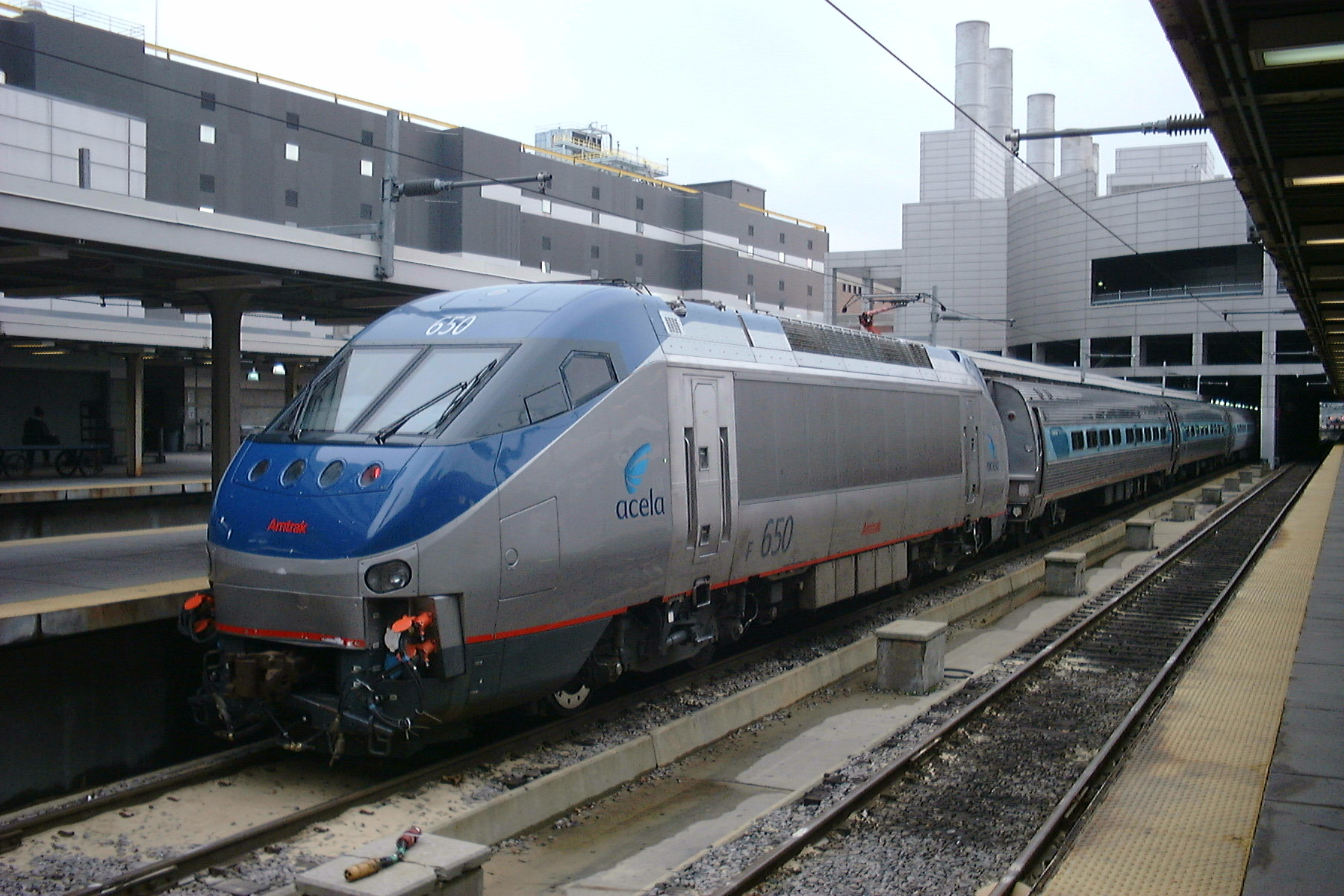
HHP-8によるアセラ・リージョナル（ボストン南駅、2002年）

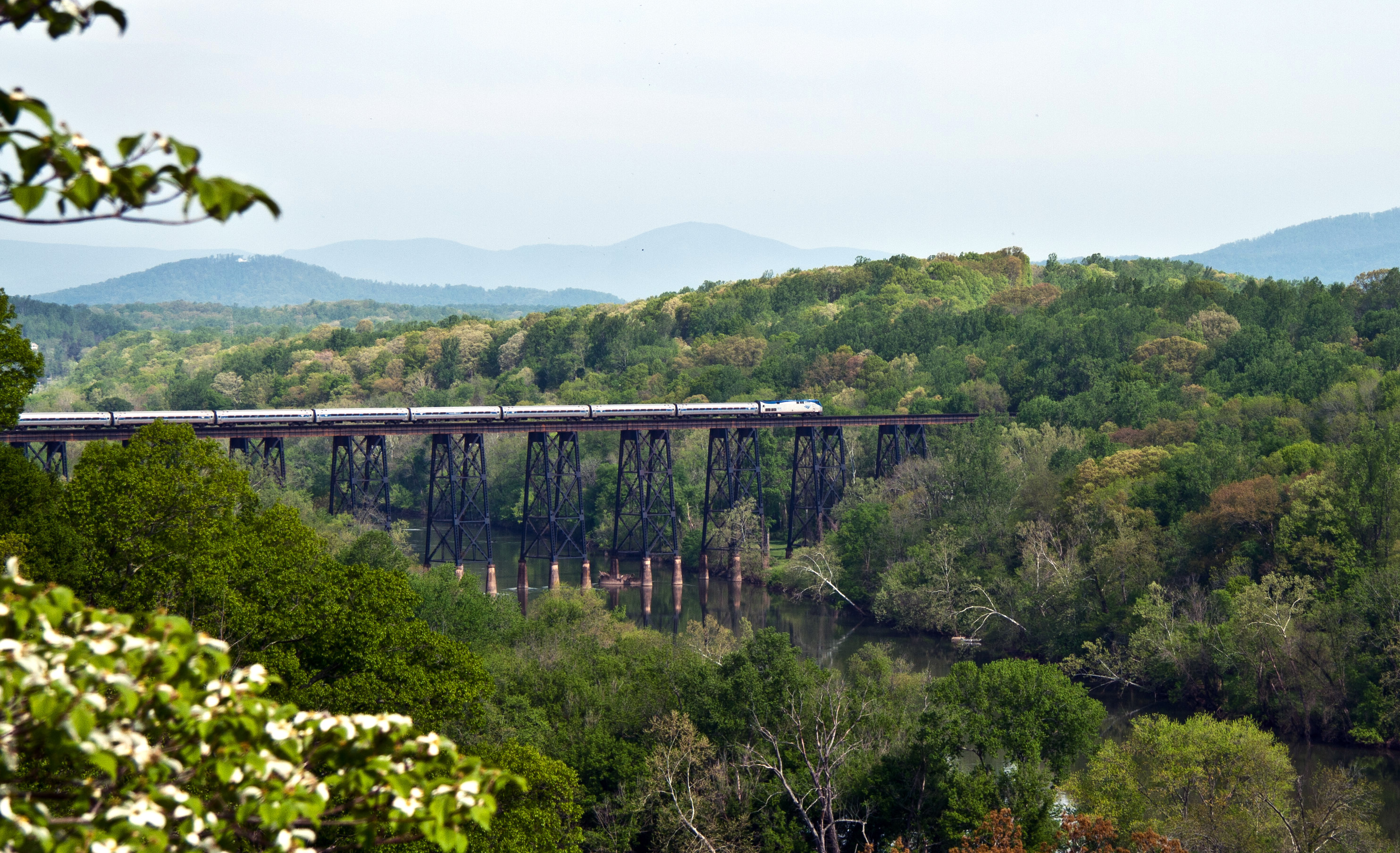
ジェームズ川の鉄橋を渡るノースイースト・リージョナル（バージニア州、2011年）

ペン・セントラル鉄道からアムトラックに継承された北東回廊の都市間列車は、1往復毎に個別の愛称が付けられていた。また、当時はニューヘイブンとボストンの間が非電化であったため、ニューヘイブンで機関車交換を行っていた。1995年より北東回廊線内およびバージニア州方面へ直通する列車で「ノースイーストダイレクト」（NortheastDirect）のブランド名を制定し、最速達列車の「メトロライナー」と毎時運行の「クロッカー」を除く各列車がこのブランド名に集約された。
2000年のアセラ・エクスプレス運行開始に備え、ニューヘイブン - ボストン間の電化が完成した。ニューヘイブンにおける機関車交換が不要になり、北東回廊全区間を電気機関車牽引で通し運行する列車に「アセラ・リージョナル」（Acela Ragional）の愛称を付与したが、アセラ・エクスプレスとの名称の混乱を回避するため2003年に「リージョナル」（Regional）に改称された。2008年に現行の「ノースイースト・リージョナル」に再改称され、現在に至っている。

## 運行形態と車両
毎日運行の全車指定制で、毎時1本の間隔で運転される。通常時は7両から10両編成、多客期には14両編成を組み、単機または重連の機関車牽引により運行される。座席は普通席（コーチクラス）とビジネス席（ビジネスクラス）で構成され、編成中間に軽食堂車（カフェカー）が連結されている。夜行列車の設定もあり、その列車では荷物車も連結される。
客車はアムフリートIを使用し、電化区間ではACS-64電気機関車の牽引により最高速度201km/hで運行される。運行開始から2016年まではAEM-7も、また2002年から2014年まではHHP-8も使用されていた。ワシントンD.C.以南やスプリングフィールド方面の非電化区間では、P42DCディーゼル機関車により牽引される。
2026年以降シーメンス製客車AMTRAK AIROに置き換えが計画されている。